# رحمان آفتابی آذر
رحمان آفتابی آذر (به انگلیسی: Rahman Aftabi Azar) متولد ۱۳۰۷، مسگر پیشکسوت ایرانی می‌باشد.
رحمان آفتابی آذر، در سال ۱۳۰۷ در اردبیل متولد گردید. از دوران کودکی، زیر نظر استاد مشهدی حمید که از استادان بنام مسگری بود، هنر اصیل مسگری را آموخت. وی علاوه بر ساخت و تعمیر انواع ظروف مسی کوچک و بزرگ، مرمت ظروف قدیمی و گنبد مسی چینی‌خانه بقعه شیخ صفی‌الدین اردبیلی، میراث یونسکو را نیز در کارنامه هنری خود گنجانده‌است.
مرکز ساخت ظروف مسی در بازار قیصریه، راسته مسگران شهرستان اردبیل واقع شده‌است. اول بهمن ماه ۱۳۹۲ مدیرکل میراث فرهنگی و معاون صنایع دستی و هنرهای سنتی استان اردبیل از این هنرمند هنر اصیل ایرانی تقدیر و تشکر نمود.
1. ↑  «تجلیل از مسگر پیشکسوت توسط مدیرکل میراث فرهنگی و معاون صنایع دستی و هنرهای سنتی استان اردبیل، خبرگزاری فارس». بایگانی‌شده از اصلی در ۲۲ ژانویه ۲۰۱۴. دریافت‌شده در ۲۱ ژانویه ۲۰۱۴.